# Forrest Bird
Forrest M. Bird (Stoughton, 9 de junho de 1921 – Sagle, 2 de agosto de 2015) foi um piloto, inventor e engenheiro biomédico estadunidense.
É conhecido por ter sido um dos pioneiros na produção em massa de respiradores confiáveis para a aplicação de reanimação cardiorrespiratória em casos agudos e crônicos.